# Championnat d'Europe de football des moins de 17 ans 2005
Navigation
Euro 2004 Euro 2006
La phase finale de l'édition 2005 du Championnat d'Europe de football des moins de 17 ans se déroule au printemps 2005 en Italie. Le champion sortant, la France, remet son titre en jeu face aux autres nations européennes.

## Phase finale

### Premier tour

#### Groupe A
| Rang | Équipe      | Pts | J | G | N | P | Bp | Bc | Diff |
| ---- | ----------- | --- | - | - | - | - | -- | -- | ---- |
| 1    | Italie      | 6   | 3 | 2 | 0 | 1 | 2  | 1  | +1   |
| 2    | Turquie     | 6   | 3 | 2 | 0 | 1 | 8  | 4  | +4   |
| 3    | Angleterre  | 3   | 3 | 1 | 0 | 2 | 6  | 4  | +2   |
| 4    | Biélorussie | 3   | 3 | 1 | 0 | 2 | 2  | 9  | -7   |

1re journée
| 3 mai 2005 | Biélorussie | 0 – 4 | Angleterre                                       | Santa Croce sull'Arno     |                           |
| 16:00 CET  |             |       | 19e Weston · 44e 55e Ephraim · 69e (pen.) Garner | Arbitrage : Jouni Hietala | Arbitrage : Jouni Hietala |
| 16:00 CET  | Rapport     |       |                                                  | Arbitrage : Jouni Hietala | Arbitrage : Jouni Hietala |

| 3 mai 2005 | Italie       | 1 – 0 | Turquie | Ettore Manucci, Pontedera  |                            |
| 19:00 CET  | Russotto 50e |       |         | Arbitrage : Cristian Balaj | Arbitrage : Cristian Balaj |
| 19:00 CET  | Rapport      |       |         | Arbitrage : Cristian Balaj | Arbitrage : Cristian Balaj |

2e journée
| 5 mai 2005 | Italie  | 0 – 1 | Biélorussie | Osvaldo Martini, Castelfranco di Sotto |                          |
| 16:00 CET  |         |       | 57e Kisly   | Arbitrage : Pavel Olsiak               | Arbitrage : Pavel Olsiak |
| 16:00 CET  | Rapport |       |             | Arbitrage : Pavel Olsiak               | Arbitrage : Pavel Olsiak |

| 5 mai 2005 | Turquie                 | 3 – 2 | Angleterre     | Ettore Manucci, Pontedera  |                            |
| 16:00 CET  | Köse 21e 32e · Nuri 71e |       | 41e 60e Garner | Arbitrage : Pavel Kralovec | Arbitrage : Pavel Kralovec |
| 16:00 CET  | Rapport                 |       |                | Arbitrage : Pavel Kralovec | Arbitrage : Pavel Kralovec |

3e journée
| 8 mai 2005 | Angleterre | 0 – 1 | Italie              | Simone Redini, Cascina                  |                                         |
| 17:15 CET  |            |       | 35e (pen.) Russotto | Arbitrage : Bernardino González Vázquez | Arbitrage : Bernardino González Vázquez |
| 17:15 CET  | Rapport    |       |                     | Arbitrage : Bernardino González Vázquez | Arbitrage : Bernardino González Vázquez |

| 8 mai 2005 | Turquie                                        | 5 – 1 | Biélorussie | Osvaldo Martini, Castelfranco di Sotto |                               |
| 17:15 CET  | Köse 38e (pen.) 44e 66e · Deniz Yilmaz 67e 69e |       | 50e Sivakov | Arbitrage : Svein Oddvar Moen          | Arbitrage : Svein Oddvar Moen |
| 17:15 CET  | Rapport                                        |       |             | Arbitrage : Svein Oddvar Moen          | Arbitrage : Svein Oddvar Moen |

#### Groupe B
| Rang | Équipe   | Pts | J | G | N | P | Bp | Bc | Diff |
| ---- | -------- | --- | - | - | - | - | -- | -- | ---- |
| 1    | Croatie  | 7   | 3 | 2 | 1 | 0 | 11 | 6  | +5   |
| 2    | Pays-Bas | 5   | 3 | 1 | 2 | 0 | 4  | 3  | +1   |
| 3    | Suisse   | 4   | 3 | 1 | 1 | 1 | 5  | 5  | 0    |
| 4    | Israël   | 0   | 3 | 0 | 0 | 3 | 3  | 9  | -6   |

1re journée
| 3 mai 2005 | Israël  | 0 – 3 | Suisse                               | Simone Redini, Cascina     |                            |
| 16:00 CET  |         |       | 13e Halimi · 42e Gashi · 48e Rakitić | Arbitrage : Pavel Kralovec | Arbitrage : Pavel Kralovec |
| 16:00 CET  | Rapport |       |                                      | Arbitrage : Pavel Kralovec | Arbitrage : Pavel Kralovec |

| 3 mai 2005 | Croatie                         | 2 – 2 | Pays-Bas                         | San Giuliano Terme                      |                                         |
| 17:00 CET  | Kalinić 29e · Bačelić-Grgić 67e |       | 81e Vorthoren · 84e Van der Laan | Arbitrage : Bernardino González Vázquez | Arbitrage : Bernardino González Vázquez |
| 17:00 CET  | Rapport                         |       |                                  | Arbitrage : Bernardino González Vázquez | Arbitrage : Bernardino González Vázquez |

2e journée
| 5 mai 2005 | Suisse  | 0 – 0 | Pays-Bas | San Giuliano Terme            |                               |
| 16:00 CET  |         |       |          | Arbitrage : Svein Oddvar Moen | Arbitrage : Svein Oddvar Moen |
| 16:00 CET  | Rapport |       |          | Arbitrage : Svein Oddvar Moen | Arbitrage : Svein Oddvar Moen |

| 5 mai 2005 | Israël                  | 2 – 4 | Croatie                                         | Santa Maria a Monte       |                           |
| 18:30 CET  | Kayal 40e · Buzaglo 47e |       | 42e 69e Vidović · 67e (csc) Tobi · 79e G. Radoš | Arbitrage : Jouni Hietala | Arbitrage : Jouni Hietala |
| 18:30 CET  | Rapport                 |       |                                                 | Arbitrage : Jouni Hietala | Arbitrage : Jouni Hietala |

3e journée
| 8 mai 2005 | Pays-Bas                   | 2 – 1 | Israël     | Santa Maria a Monte      |                          |
| 15 CET     | Sarpong 37e · Biseswar 65e |       | 7e Snappir | Arbitrage : Pavel Olsiak | Arbitrage : Pavel Olsiak |
| 15 CET     | Rapport                    |       |            | Arbitrage : Pavel Olsiak | Arbitrage : Pavel Olsiak |

| 8 mai 2005 | Suisse                        | 2 – 5 | Croatie                                                                   | Santa Croce sull'Arno      |                            |
| 15:00 CET  | Halimi 28e · Lovren 60e (csc) |       | 50e 77e (pen.) Kalinić · 53e Mehmedagić · 68e Vidović · 79e (csc) Staubli | Arbitrage : Cristian Balaj | Arbitrage : Cristian Balaj |
| 15:00 CET  | Rapport                       |       |                                                                           | Arbitrage : Cristian Balaj | Arbitrage : Cristian Balaj |

### Demi-finales
| 11 mai 2005 | Italie  | 0 – 1 | Pays-Bas    | Ettore Manucci, Pontedera  |                            |
| 20:00 CET   |         |       | 89e Zaalman | Arbitrage : Cristian Balaj | Arbitrage : Cristian Balaj |
| 20:00 CET   | Rapport |       |             | Arbitrage : Cristian Balaj | Arbitrage : Cristian Balaj |

| 11 mai 2005 | Croatie      | 1 – 3 | Turquie                            | Simone Redini, Cascina   |                          |
| 16:30 CET   | G. Radoš 69e |       | 26e 61e Özgürcan Özcan · 73eDuruer | Arbitrage : Pavel Olsiak | Arbitrage : Pavel Olsiak |
| 16:30 CET   | Rapport      |       |                                    | Arbitrage : Pavel Olsiak | Arbitrage : Pavel Olsiak |

### Match pour la3eplace
| 14 mai 2005 | Italie                             | 2 – 1 (a.p.) | Croatie     | Santa Croce sull'Arno      |                            |
| 15:00 CET   | De Silvestri 59e · Di Gennaro 102e |              | 60e Kalinić | Arbitrage : Pavel Kralovec | Arbitrage : Pavel Kralovec |
| 15:00 CET   | Rapport                            |              |             | Arbitrage : Pavel Kralovec | Arbitrage : Pavel Kralovec |

### Finale
| 14 mai 2005 | Pays-Bas | 0 – 2 | Turquie                     | Ettore Manucci, Pontedera               |                                         |
| 19:00 CET   |          |       | 46e Deniz Yilmaz · 51e Köse | Arbitrage : Bernardino González Vázquez | Arbitrage : Bernardino González Vázquez |
| 19:00 CET   | Rapport  |       |                             | Arbitrage : Bernardino González Vázquez | Arbitrage : Bernardino González Vázquez |

## Résultat
| Championnat d'Europe des - 17 ans 2005 - Vainqueur Turquie 2e titre |